# Гунди (род)
Гунди (лат. Ctenodactylus) — род грызунов семейства гребнепалых. Обитает в Африке. Включает два вида.
Длина головы и тела: 160—208 мм, длина хвоста около 10—25 мм, средняя масса 174 г для Ctenodactylus vali и 289 г для Ctenodactylus gundi. Цвет меха сверху буровато-жёлтый, низ бледный. Родовое название, как и рода туко-туко (Ctenomys) намекает на наличие гребнеобразной щетины на пальцах задних лап. Гунди внешне напоминают Pectinator, но отличаются тем, что хвост у них короче, чем стопы. Самки имеют две пары молочных желёз.

## Виды
- Гунди (Ctenodactylus gundi)
- Пустынный гунди (Ctenodactylus vali)